# Alana Evans
Pour les articles homonymes, voir Evans.
Alana Evans, née le 6 juillet 1976 à Fort Campbell, est une actrice pornographique américaine.

## Biographie
Elle était âgée de trois mois quand ses parents divorcent, son père était soldat dans l'armée américaine. Sa mère avait des problèmes avec l'alcool. Alana Evans avait 16 ans quand elle mourut.
Elle se décrit comme un garçon manqué, étant donné qu'elle dépasse en taille ses copines qui la jalousaient et lui faisaient une « réputation ». À 15 ans, elle commence à regarder des films X.
Elle est diplômée d'une école, la Independence High School à San José, Californie. Elle fait un mariage mixte avec un homme noir avec qui elle aura un enfant. Evans fréquente avec son mari les clubs échangistes où elle perd son inhibition. Alana fera du striptease et du Pole dance. Elle divorce en 1999.
Son premier film fut Real Sex Magazine 11 avec Mr. Marcus, elle avait 21 ans. Par la suite, elle joue dans Gangbang Auditions 4 (1999), L'Héritage de Laure (1999) ou Gag Factor (2000). Elle est dans plus de 200 films dont 30 pour Playboy TV.
En 2006, elle se marie avec l'acteur Chris Evans après six ans de vie commune.
Elle se moque des filles qui trouvent des prétextes bidon pour ne pas coucher avec un acteur noir.
Elle a une émission sur KSEX Radio et Playboy Radio diffusée sur Sirius Satellite Radio.
Au début elle était contre la chirurgie esthétique et voulait avoir une image de fille naturelle. Mais en 2005 elle changea d'avis et demanda à ses fans de contribuer à un fonds en ligne via le site web BoobGrant.com. Alana se fit opérer en juin 2005 d'implants mammaires (passant de B à D).
En 2007, elle joue dans une parodie de la série The Brady Bunch en Not the Bradys XXX avec Aurora Snow, Leah Luv et Hillary Scott. Une vidéo qui eut une grosse vente pour Larry Flynt Publications et Hustler.
Elle a confié à un journal que le président Américain Donald Trump aurait eu en 2006 des relations sexuelles avec la star du porno Stormy Daniels

## Filmographie sélective
- 1998 : Buttslammers 17: Butts, Butts, & More Butts
- 1998 : Buttslammers 18: Up Tight Asses
- 1999 : Lord of Asses 2
- 2000 : Buffy Malibu's Nasty Girls 22
- 2001 : The Violation of Kiki Daire
- 2001 : The Violation of Kate Frost
- 2002 : Pussy Fingers 18
- 2003 : Pussy Playhouse 6
- 2004 : Pussy Party 03
- 2005 : Pissing Bitches 1
- 2006 : Pussy Party 16
- 2007 : No Man's Land Girlbang
- 2008 : Pussy Party 24
- 2009 : MILF and Cookies
- 2010 : Her First Lesbian Sex 18
- 2011 : Cougars Crave Young Kittens 8
- 2012 : Big Titty Lesbians 2
- 2013 : Cougar's Claws
- 2014 : Lesbian Adventures: Older Women, Younger Girls 5
- 2015 : Blondes Prefer Anal 1
- 2016 : Mommy and Me 13
- 2017 : Black Up In Her
- 2018 : Please Make Me Lesbian 18

## Récompenses
- 2001 : XRCO Award for Unsung Siren
- 2007 : AVN Award for Best Solo Sex Scene – Corruption
- 2008 : AVN Award nommée Best Supporting Actress - Video for: Not the Bradys XXX (2007)
- AVN Hall of Fame (2015)[4]